# Kwon Yu-ri
Đây là một tên người Triều Tiên, họ là Kwon.
Kwon Yu-ri (Hangul: 권유리; sinh ngày 5 tháng 12 năm 1989), thường được biết đến với nghệ danh Yuri, là một nữ ca sĩ và diễn viên người Hàn Quốc, thành viên nhóm nhạc nữ quốc dân Girls' Generation do SM Entertainment thành lập và quản lý. Ngoài các hoạt động âm nhạc, cô đã tham gia diễn xuất trong một số phim truyền hình và điện ảnh như Fashion King (2012), No Breathing (2013) Neighborhood Hero (2016), Nữ hoàng Bình Phẩm (2016) và Defendant (2017). Cô có biệt danh là ngọc trai đen của nhóm vì làn da rám nắng của mình.

## Tiểu sử
Yuri được sinh ra vào ngày 5 tháng 12 năm 1989 tại khu Deogyang, thành phố Goyang, tỉnh Gyeonggi, Hàn Quốc. Cô có một người anh trai tên là Kwon Hyeok-joon. Năm 2001, sau khi giành giải nhì mục "Best Dancing" tại cuộc thi SM Youth Best Dancer Contest, Yuri tham gia thử giọng và trở thành thực tập sinh của SM Entertainment.
Trước khi ra mắt công chúng, Yuri đã xuất hiện trong video âm nhạc "Beautiful Life" của TVXQ cũng như một số phim quảng cáo cho các nhãn hiệu như Chocopie, Hot Choco Mite và Dongil Highvill. Ngoài ra cô còn góp mặt trong chương trình truyền hình Super Junior Show và bộ phim điện ảnh Attack on the Pin-Up Boys của Super Junior.

## Sự nghiệp

### 2007–11: Ra mắt và hoạt động cá nhân
Yuri chính thức ra mắt công chúng với tư cách là thành viên nhóm nhạc nữ Girls' Generation vào tháng 8 năm 2007. Năm 2008, cô và thành viên cùng nhóm Sooyoung đảm nhận hai vai phụ trong bộ phim truyền hình hài Unstoppable Marriage. Hai người cũng đã thể hiện bài hát nhạc phim "Kkok" cho bộ phim truyền hình Working Mom của đài SBS. Năm 2008, Yuri tham gia chương trình truyền hình thực tế Kko Kko Tours Single♥Single có nội dung về việc hẹn hò giữa những người nổi tiếng. Tháng 3 năm 2009, cô và thành viên cùng nhóm Tiffany trở thành người dẫn chương trình mới cho chương trình âm nhạc Show! Music Core của đài MBC. Sau đó vào tháng 10, Yuri và thành viên cùng nhóm Sunny tham gia chương trình truyền hình thực tế Invincible Youth.
Tháng 6 năm 2010, để chuẩn bị cho các hoạt động của Girls' Generation tại Nhật Bản, Yuri và Sunny ngừng tham gia Invincible Youth. Ngay sau đó vào tháng 7, cô và Tiffany tiếp tục ngừng dẫn chương trình cho Show! Music Core để tập trung vào lịch trình chung của nhóm. Trong mini-album thứ ba Hoot của Girls' Generation, Yuri viết lời cho bài hát "Mistake". Tháng 10 năm 2011, cô và Tiffany quay trở lại dẫn chương trình cho Show! Music Core cho đến tháng 1 năm 2012 khi cô rời khỏi vị trí này một lần nữa để tập trung cho vai diễn của mình trong bộ phim truyền hình Fashion King.

### 2012–nay: Sự nghiệp diễn xuất
Đầu năm 2012, Yuri thủ vai nữ chính Choi Anna trong bộ phim truyền hình Fashion King của đài SBS bên cạnh nam diễn viên Yoo Ah-in. Vai diễn này đã giúp cô giành chiến thắng ở hạng mục ngôi sao mới tại lễ trao giải SBS Drama Awards năm 2012. Tháng 9 năm 2012, Yuri góp mặt trong bài hát "Like a Soap" nằm trong album phòng thu thứ sáu Catch Me của nhóm nhạc nam cùng công ty TVXQ.

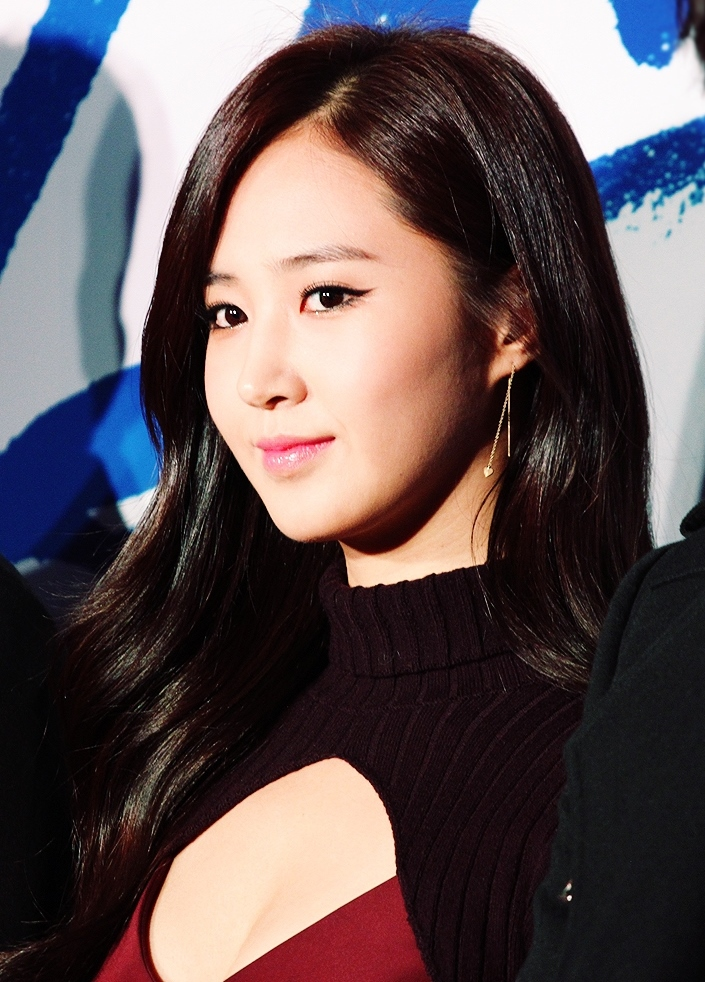
Yuri tại buổi công chiếu phim No Breathing vào tháng 10 năm 2013

Tháng 1 năm 2013, Yuri tham gia viết lời cho hai bài hát "Baby Maybe" và "XYZ" nằm trong album phòng thu thứ tư I Got a Boy của Girls' Generation. Tháng 6 năm 2013, cô và thành viên cùng nhóm Hyoyeon trở thành huấn luyện viên cho các thí sinh trong chương trình truyền hình Dancing 9 của Mnet. Tháng 10 năm 2013, Yuri xuất hiện lần đầu tiên trên màn ảnh rộng trong bộ phim điện ảnh No Breathing với vai nữ chính Jung-eun, một cô gái ước mơ trở thành ca sĩ và được cả hai nhân vật nam chính (Lee Jong-suk và Seo In-guk) đem lòng yêu. Ngoài việc học chơi đàn ghi-ta để vào vai Jung-eun, cô còn thể hiện hai bài hát "Bling Star" và "Twinkle Twinkle" trong phim.
Năm 2015, Yuri tham gia một loạt chương trình truyền hình thực tế bao gồm Animals, Star with Two Jobs, Dating Alone, Maps, Cool Kiz on the Block và The Rallyist. Cuối năm 2015, cô đảm nhận vai nữ chính Bae Jung-yeon bên cạnh các nam diễn viên Park Shi-hoo và Lee Soo-hyuk trong bộ phim truyền hình Neighborhood Hero, được phát sóng trên kênh truyền hình OCN từ tháng 1 năm 2016.
Tháng 7 năm 2016, Yuri tham gia chương trình thực tế Law of the Jungle được ghi hình tại New Caledonia với vai trò khách mời. Tháng 8 năm 2016, cô và thành viên cùng nhóm Seohyun phát hành bài hát "Secret" thông qua dự án âm nhạc Station của SM Entertainment nhằm quảng bá cho nhãn hiệu dầu gội đầu Pantene. Sau đó Yuri đảm nhận vai nữ chính Go Ho bên cạnh nam diễn viên Kim Young-kwang trong web drama Gogh, the Starry Night. Sau khi khởi chiếu vào tháng 7 năm 2016 trên website Sohu, phim được SBS phát sóng trên truyền hình vào cuối tháng 10.

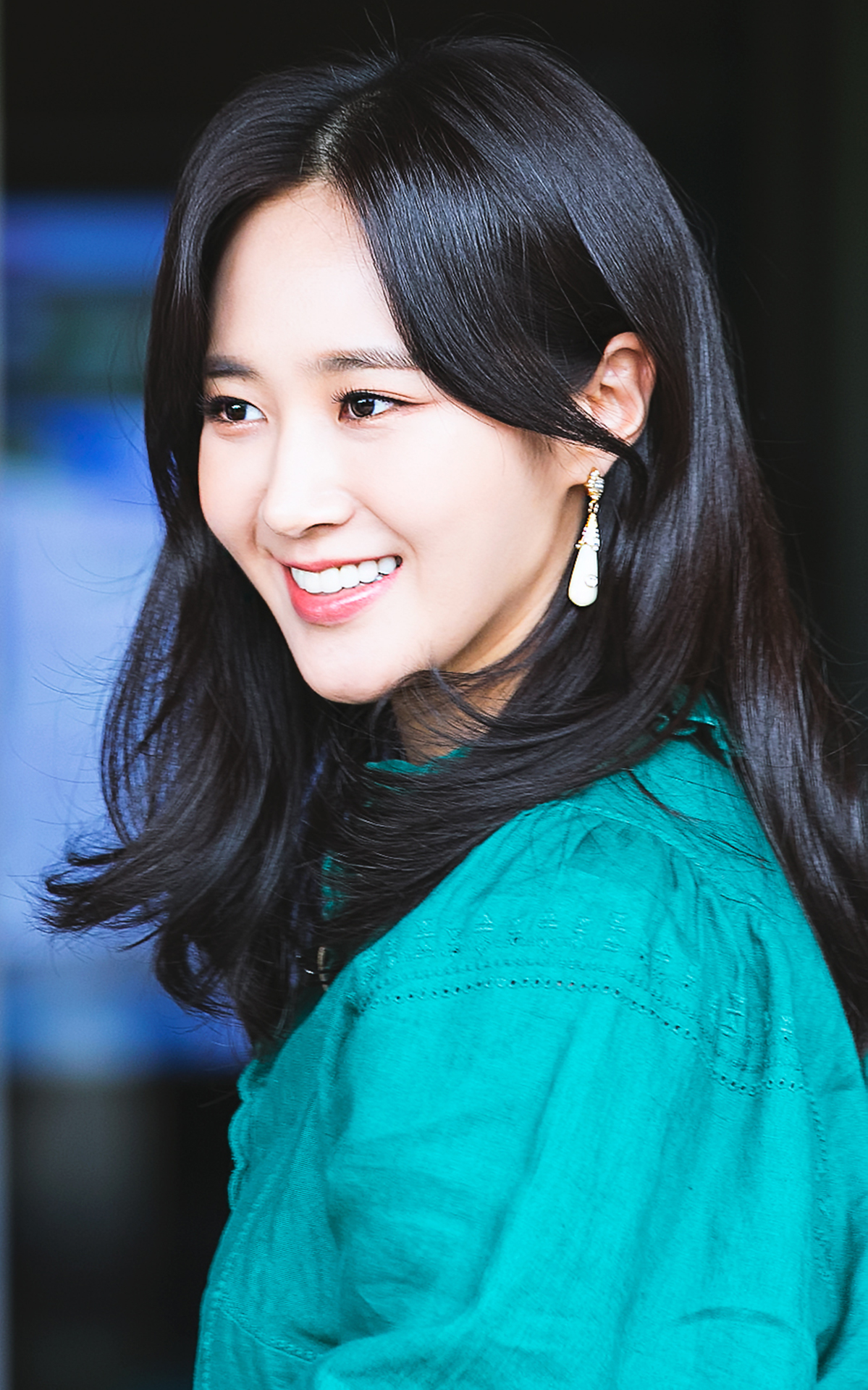
Yuri vào năm 2017

Tháng 1 năm 2017, Yuri thủ vai nữ chính Seo Eun-hye bên cạnh nam diễn viên Ji Sung trong bộ phim truyền hình Defendant của đài SBS.
Năm 2018, Yuri đã tham gia bộ phim sitcom mùa thứ hai, The Sound of Your Heart với vai nữ chính, được công chiếu mùa đầu tiên trên Netflix vào ngày 29 tháng 10. Vào tháng 1, cô đã phát hành một đĩa đơn hợp tác có tựa đề "Luôn luôn tìm thấy em" với DJ Raiden. Cô cũng được chọn tham gia bộ phim sắp tới của MBC, Dae Jang Geum Is Watching, được công chiếu vào tháng 10. Yuri đã phát hành EP đầu tay gồm sáu bài hát của cô, The First Scene, vào ngày 4 tháng 10 năm 2018, với đĩa đơn "Into You". Album ra mắt ở vị trí thứ hai trên Gaon Album Chart và được xếp hạng ở vị trí thứ 10 trên bảng xếp hạng World Album của Billboard trong tuần đầu tiên chỉ với một ngày để thu hút điểm để vào đó. Yuri đã biểu diễn "Into You" trên các chương trình âm nhạc của Hàn Quốc và các quảng cáo cho album của cô ấy cho phép cô ấy đứng đầu bảng xếp hạng Thương hiệu cho các thành viên nhóm nhạc nữ do Viện nghiên cứu danh tiếng doanh nghiệp Hàn Quốc công bố trong tháng 10. Bắt đầu từ tháng 11, cô sẽ xuất hiện trong chương trình tạp kỹ Channel A Makgeolli trên sân thượng, trong thời gian đó, cô và những người nổi tiếng khác sẽ học cách ủ makgeolli, một loại rượu gạo truyền thống của Hàn Quốc.

## Đời tư
Yuri tốt nghiệp trường trung học Neunggok vào năm 2008. Sau đó cô và thành viên cùng nhóm Sooyoung theo học khoa sân khấu và điện ảnh trường Đại học Chung-Ang và được bổ nhiệm làm đại sứ của trường vào ngày 20 tháng 5 năm 2014. Hai người tốt nghiệp cùng nhau vào tháng 2 năm 2016.
Tháng 4 năm 2015, Yuri được xác nhận là đang trong một mối quan hệ tình cảm với cầu thủ bóng chày người Hàn Quốc Oh Seung-hwan. Sáu tháng sau vào tháng 10, hai người được xác nhận là đã chia tay vì lý do lịch trình bận rộn.

## Danh sách đĩa nhạc

### Bài hát
| Bài hát                               | Năm  | Thứ hạng cao nhất | Doanh số (tải về) | Album                         |
| Bài hát                               | Năm  | HQ Gaon           | Doanh số (tải về) | Album                         |
| ------------------------------------- | ---- | ----------------- | ----------------- | ----------------------------- |
| "Kkok" (với Sooyoung)                 | 2008 | —                 | —                 | Working Mom OST               |
| "Like a Soap" (TVXQ hợp tác với Yuri) | 2012 | —                 | —                 | Catch Me                      |
| "Bling Star" (với Masyta Band)        | 2013 | —                 | —                 | No Breathing OST Part 1       |
| "Twinkle Twinkle" (với Masyta Band)   | 2013 | —                 | —                 | No Breathing OST Part 1       |
| "Secret" (với Seohyun)                | 2016 | 149               | - HQ: 11.481      | Đĩa đơn không nằm trong album |
| "Into you"                            | 2019 |                   |                   | Mini Album "The First Scene"  |

## Danh sách phim

### Phim điện ảnh
| Phim                      | Năm  | Vai           | Ghi chú                  |
| ------------------------- | ---- | ------------- | ------------------------ |
| Attack on the Pin-Up Boys | 2007 | Vũ công ba lê | Khách mời                |
| I AM.                     | 2012 | Chính mình    | Phim tài liệu về SM Town |
| No Breathing              | 2013 | Jung Eun      | Vai chính                |
| SM Town the Stage         | 2013 | Chính mình    | Phim tài liệu về SM Town |

### Phim truyền hình
| Phim                   | Năm     | Kênh      | Vai           | Ghi chú           |
| ---------------------- | ------- | --------- | ------------- | ----------------- |
| Unstoppable Marriage   | 2007–08 | KBS       | Kwon Yuri     | Vai phụ           |
| Fashion King           | 2012    | SBS       | Choi Anna     | Vai chính         |
| Kill Me, Heal Me       | 2015    | MBC       | Ahn Yo-na     | Khách mời: tập 20 |
| Neighborhood Hero      | 2016    | OCN       | Bae Jung-yeon | Vai chính         |
| Nữ hoàng Bình Phẩm     | 2016    | Sohu, SBS | GoHo          | Vai chính         |
| Bossam: Steal the Fate | 2021    | MBN       | Soo Kyeong    | Vai chính         |

### Chương trình truyền hình
| Chương trình                | Năm     | Kênh     | Chú thích                      |
| --------------------------- | ------- | -------- | ------------------------------ |
| Kko Kko Tours Single♥Single | 2008    | KBS2     | Nhân vật chính: mùa 2          |
| Invincible Youth            | 2009–10 | KBS2     | Nhân vật chính: tập 1–32 và 42 |
| Show! Music Core            | 2009–10 | MBC      | Dẫn chương trình               |
| Show! Music Core            | 2011–12 | MBC      | Dẫn chương trình               |
| Dancing 9                   | 2013    | Mnet     | Huấn luyện viên                |
| Animals                     | 2015    | MBC      | Nhân vật chính: tập 1-5        |
| Star with Two Jobs          | 2015    | KBS2     | Nhân vật chính: tập 1-2        |
| Dating Alone                | 2015    | JTBC     | Khách mời: tập 3-4             |
| Maps                        | 2015    | Olive TV | Nhân vật chính                 |
| Cool Kiz on the Block       | 2015    | KBS2     | Khách mời                      |
| The Rallyist                | 2015    | SBS      | Dẫn chương trình               |
| Law of the Jungle           | 2016    | SBS      | Khách mời: tập 220-224         |
| Knowing Brothers            | 2016    | JTBC     | Khách mời: tập 49              |

### Video âm nhạc
| Bài hát              | Năm  | Nghệ sĩ | Ghi chú   |
| -------------------- | ---- | ------- | --------- |
| "Dropping the Tears" | 2009 | K.Will  | Khách mời |
| "Without You"        | 2014 | S       | Khách mời |

## Giải thưởng và đề cử
| Năm  | Giải thưởng                       | Hạng mục                       | Được đề cử       | Kết quả   |
| ---- | --------------------------------- | ------------------------------ | ---------------- | --------- |
| 2010 | KBS Entertainment Awards          | Best Female MC                 | Invincible Youth | Đề cử     |
| 2011 | Mnet 20's Choice Awards lần thứ 5 | Hot Campus Girl                | Chính mình       | Đề cử     |
| 2011 | MBC Entertainment Awards          | MC Special Award (với Tiffany) | Show! Music Core | Đoạt giải |
| 2012 | Korea Drama Awards lần thứ 5      | Diễn viên nữ mới xuất sắc nhất | Fashion King     | Đề cử     |
| 2012 | SBS Drama Awards                  | New Star Award                 | Fashion King     | Đoạt giải |
| 2013 | Baeksang Arts Awards lần thứ 49   | Most Popular Actress (TV)      | Fashion King     | Đoạt giải |
| 2014 | Baeksang Arts Awards lần thứ 50   | Most Popular Actress (Film)    | No Breathing     | Đoạt giải |